# Rio Grande do Piauí
Pour les articles homonymes, voir Rio Grande.
Rio Grande do Piauí est une municipalité brésilienne située dans l'État du Piauí.